# Ampelikou
Ampelikou (in greco (το) Αμπελικού?; in turco Bağlıköy) è un villaggio di Cipro, a ovest di Lefka.  Esso è situato de iure nel distretto di Nicosia di Cipro, e de facto nel distretto di Lefke di Cipro del Nord. Sino al 1963 il villaggio era misto. 
Nel 2011 Ampelikou aveva 200 abitanti.

## Geografia fisica
Si trova sulle pendici settentrionali delle montagne del Troodos, quattro chilometri a sud-ovest di Xeros e Karavostasi/Gemikonağı e si affaccia sulla baia di Morphou .

## Origini del nome
Ampelikou significa "vigneti" in greco. Nel 1958, i turco-ciprioti adottarono Bağlıköy come nome turco alternativo. Significa anche "villaggio con un vigneto".

## Società

### Evoluzione demografica
Fino al 1963, il villaggio era misto. I turco-ciprioti (musulmani) hanno sempre costituito la maggioranza. Come si può vedere dal grafico sopra, nel censimento ottomano del 1831, la quota musulmana (turco-ciprioti) della popolazione era quasi dell'83%. Nel 1891 la loro percentuale aumentò al 91%. Tuttavia, nella prima metà del ventesimo secolo, la popolazione greco-cipriota mostrò una performance migliore e aumentò dal 17% nel 1891 al 26,5% nel 1946. Nel 1960, tuttavia, il loro numero diminuì drasticamente, scendendo da 170 (1946) persone a solo 63, le quali costituivano solo l'11% della popolazione totale del villaggio.
Alcuni dei greco-ciprioti di Ampelikou/Bağlıköy iniziarono a lasciare il villaggio già negli anni '50 a causa delle tensioni tra le comunità. Alla fine se ne andarono tutti nel dicembre 1963. Al contrario, nessuno degli abitanti turco-ciprioti del villaggio fu sfollato durante le lotte intercomunitarie del 1964. Invece, il villaggio divenne un centro di accoglienza per i turco-ciprioti sfollati. Richard Patrick registrò 31 turco-ciprioti sfollati che vivevano ancora nel villaggio nel 1971. Secondo questo autore, la popolazione del villaggio nel 1971 era di 444 persone. La maggior parte di questi sfollati proveniva da villaggi vicini come Xeros e Karavostasi/Gemikonağı.
Attualmente il villaggio è abitato dai suoi originari abitanti turco-ciprioti. Inoltre, ci sono alcune famiglie cipriote e britanniche con case estive situate nel villaggio. Il censimento del 2006 riporta una popolazione del villaggio pari a 222 abitanti.